# Парсонс, Лиам
Дэ́ниел Ли́ам Па́рсонс (англ. Daniel Liam Parsons; род. 27 июня 1977, Тандер-Бей, Онтарио) — канадский гребец, выступавший за сборную Канады по академической гребле в период 2004—2008 годов. Бронзовый призёр летних Олимпийских игр в Пекине, обладатель серебряной медали чемпионата мира, победитель и призёр многих регат национального и международного значения.

## Биография
Лиам Парсонс родился 27 июня 1977 года в городе Тандер-Бей провинции Онтарио.
Начал заниматься академической греблей в 1992 году, проходил подготовку в местном одноимённом гребном клубе «Тандер-Бей». Состоял в гребной команде во время учёбы в Университете Западного Онтарио, неоднократно принимал участие в различных студенческих регатах. Окончил университет, получив учёную степень в области наук об окружающей среде и статистики.
Первого серьёзного успеха на взрослом международном уровне добился в сезоне 2004 года, когда вошёл в основной состав канадской национальной сборной и побывал на чемпионате мира в Баньолесе, откуда привёз награду серебряного достоинства, выигранную в зачёте парных четвёрок лёгкого веса — в финале уступил только команде из Италии.
В 2005 году в лёгких парных двойках выиграл бронзовую медаль на этапе Кубка мира в Люцерне.
На мировом первенстве 2006 года в Итоне стал четвёртым в распашных безрульных четвёрках лёгкого веса.
В 2007 году в той же дисциплине был четвёртым на чемпионате мира в Мюнхене и на этапе Кубка мира в Люцерне.
Благодаря череде удачных выступлений удостоился права защищать честь страны на летних Олимпийских играх 2008 года в Пекине — в программе безрульных четвёрок лёгкого веса пришёл к финишу третьим позади экипажей из Дании и Польши — тем самым завоевал бронзовую олимпийскую медаль. Вскоре по окончании этих соревнований принял решение завершить карьеру профессионального спортсмена.